# V. Everett Kinsey
Victor Everett Kinsey (* 1909 in Pittsburgh, Pennsylvania; † 23. Juli 1978 in Detroit, Michigan) war ein US-amerikanischer Augen-Forscher und Biologe. Er war Direktor des Instituts für Augenforschung der Oakland University.

## Leben und Werk
Everett Kinsey studierte an der University of Pittsburgh mit dem Bachelor-Abschluss 1931. Danach arbeitete er mit Nicolas Rashevsky in mathematischer Biologie und promovierte in Pittsburgh. Obwohl er Grundlagenforschung betrieb und kein klinischer Ophthalmologe war, wurde er 1940 von David Cogan in die Howe Laboratories der Harvard University geholt. 1950 wurde er Professor für ophthalmologische Chemie an der School of Medicine der Wayne State University und Vizedirektor des Kresge Eye Institute in Detroit.
1968 gründete er mit Venkat N. Reddy das Eye Research Institute (ERI) der Oakland University und war dessen Direktor. 1975 ging er in den Ruhestand.
Er über die Ursachen der Retinopathia praematurorum von Neugeborenen (verursacht durch Sauerstofftherapie, wie von Arnall Patz nachgewiesen wurde), forschte über die Mechanismen der Hornhaut-Transparenz, Bildung von Augenflüssigkeit und dessen Abnormalitäten beim grünen Star, Flüssigkeitssekretion und Flüssigkeitsdynamik im Auge, Mechanismus der Entstehung von grauem Star und den Stoffwechsel der Linse.
1957 erhielt er den Lasker~DeBakey Clinical Medical Research Award, 1952 die Proctor Medal der Association for Research in Ophthalmology und er erhielt den Warren Triennial Prize.

## Schriften (Auswahl)
- Spectral transmission of the eye to ultraviolet radiations. In: Arch. Ophthal., Band 39, 1948, S. 508–513.
- Transfer of ascorbic acid and related compounds across the blood-aqueous barrier. In: Am. J, Ophthalmol., Band 30, 1947, S. 1262–1266.
- mit L. Zacharias: Retrolental fibroplasia.  In: J. Amer. Med. Assoc., Band 139, 1949, S. 572.
- Chemical Composition and Osmotic Pressure of the Aqueous Humor and Plasma of the Rabbit. In: J. Gen. Physiol., Band 34, 1951, S. 389.
- mit F.M. Hemphill: Etiology of retrolental fibroplasia and preliminary report of cooperative study of retrolental fibroplasia. In: Trans Am Acad Ophthalmol Otolaryngol., Band 59, 1955 S. 15–41.
- Retrolental fibroplasia; cooperative study of retrolental fibroplasia and the use of oxygen. In: AMA Arch Ophthalmol., Band 56, 1956, S. 481–543.